# 스파이 제5전선
스파이 제5전선(스파이 제오전선)은 한국에서 제작된 김시현 감독의 1966년 영화이다. 독고성 등이 주연으로 출연하였고 김태현 등이 제작에 참여하였다.

## 출연

### 주연
- 독고성
- 황정순
- 박암

## 제작진
- 원작자: 김동현
- 조명: 이한찬
- 미술: 홍성칠